# アイビーホール青学会館

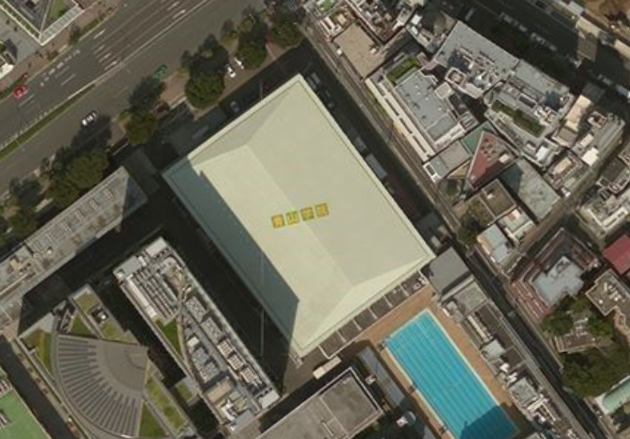
プールの隣の道路に面する建物

アイビーホール青学会館（アイビーホールあおがくかいかん）は、東京都渋谷区に存在する多目的ホール。
2021年3月31日事業撤退により閉館。

## 概要
1968年開業。設置者は学校法人青山学院が株主である株式会社アイビー・シー・エス。
結婚式場が備えられ、キリスト教式の結婚式を専門に司り、日本においてチャペルで行われる結婚式の草分け的な存在。青山学院大学の教職員、卒業生だけでなく一般の人々も利用する。設置されているグローリーチャペルは、12メートルの天井高があり、15メートルのバージンロードを備え、都内最大級。備えられているパイプオルガンは、オペラ座、スカラ座、ウィーン国立歌劇場に匹敵するとされる。
青山学院大学の隣のアイビー通りは、このホールから名付けられた。
2021年3月31日事業撤退により閉館。